# Paravespa quadricolor
Paravespa quadricolor (лат.) — вид одиночных ос семейства Vespidae.

## Распространение
Палеарктика: Казахстан, Средняя Азия.

## Описание
Крупные (15-22 мм), часто ярко раскрашенные осы. Гнезда в почве. Охотятся на гусениц совок (Noctuidae).

## Классификация
Типовой вид рода. Первоначально типом рода был обозначен вид Paravespa komarowi Radoszkowski, 1886, оказавшийся младшим синонимом.
- Paravespa quadricolor (Moravitz, 1885) (=Paravespa komarowi Rad., 1886; Rhynchium venusta Sem., 1896; Vespa samsaulica Rad., 1896)[2]